# Dihydrofolaatreductase
Dihydrofolaatreductase, afgekort als DHFR, is een enzym dat dihydrofolaat reduceert tot tetrahydrofolaat, met behulp van NADPH als elektronendonor. Tetrahydrofolaat is een actieve vorm van foliumzuur die organismen nodig hebben voor stofwisseling van één-koolstofreacties, zoals de overdracht van methylgroepen. Bij de mens wordt het DHFR-enzym gecodeerd door het gen DHFR. Het komt voor in het gebied q11 tot q22 van chromosoom 5.
DHFR komt voor in alle organismen, van bacteriën tot zoogdieren. Het enzym reguleert de niveaus van tetrahydrofolaat in de cel. Tetrahydrofolaat en derivaten ervan zijn essentieel voor de synthese van purines en thymidinemonofosfaat: twee verbindingen die belangrijk zijn voor celgroei. DHFR speelt daarnaast een rol bij de synthese van nucleïnezuurprecursors. Cellen waarin het DHFR-enzym ontbreekt, hebben glycine en thymidine nodig om te groeien en in leven te blijven.

## Functie
Dihydrofolaatreductase zet dihydrofolaat om in tetrahydrofolaat door overdracht van een waterstofatoom. Deze omzetting is nodig voor de-novosynthese van purines, thymidylzuur en enkele aminozuren. Zonder deze moleculen kan een organisme niet groeien. Hoewel het gen voor dihydrofolaatreductase in kaart is gebracht op chromosoom 5, zijn er verschillende intronloze pseudogenen geïdentificeerd op andere chromosomen.
Dihydrofolaatreductase maakt gebruikt van de cofactor nicotinamide-adenine-dinucleotidefosfaat (NADPH) voor de reductie van het substraat. Het katalytische mechanisme is goed bekend. De reactie begint met de binding van NADPH en het substraat aan de bindingsplaats van het enzym, gevolgd door de overdracht van een proton en een hydride-ion van NADPH naar het substraat. De twee laatste stappen vinden echter niet gelijktijdig plaats in dezelfde overgangstoestand: eerst verloopt de protonering en dan de hydride-overdracht.
De reactie is sterk afhankelijk van pH, met name de hydride-overdrachtsstap. Veranderingen in pH hebben namelijk invloed op de elektrostatica van het actieve centrum en op de ionisatietoestand van zijn residuen.

De reactie die DHFR katalyseert